# Lambula umbrina
Lambula umbrina är en fjärilsart som beskrevs av Rothschild 1916. Lambula umbrina ingår i släktet Lambula och familjen björnspinnare. Inga underarter finns listade i Catalogue of Life.